# Storm Thorgerson

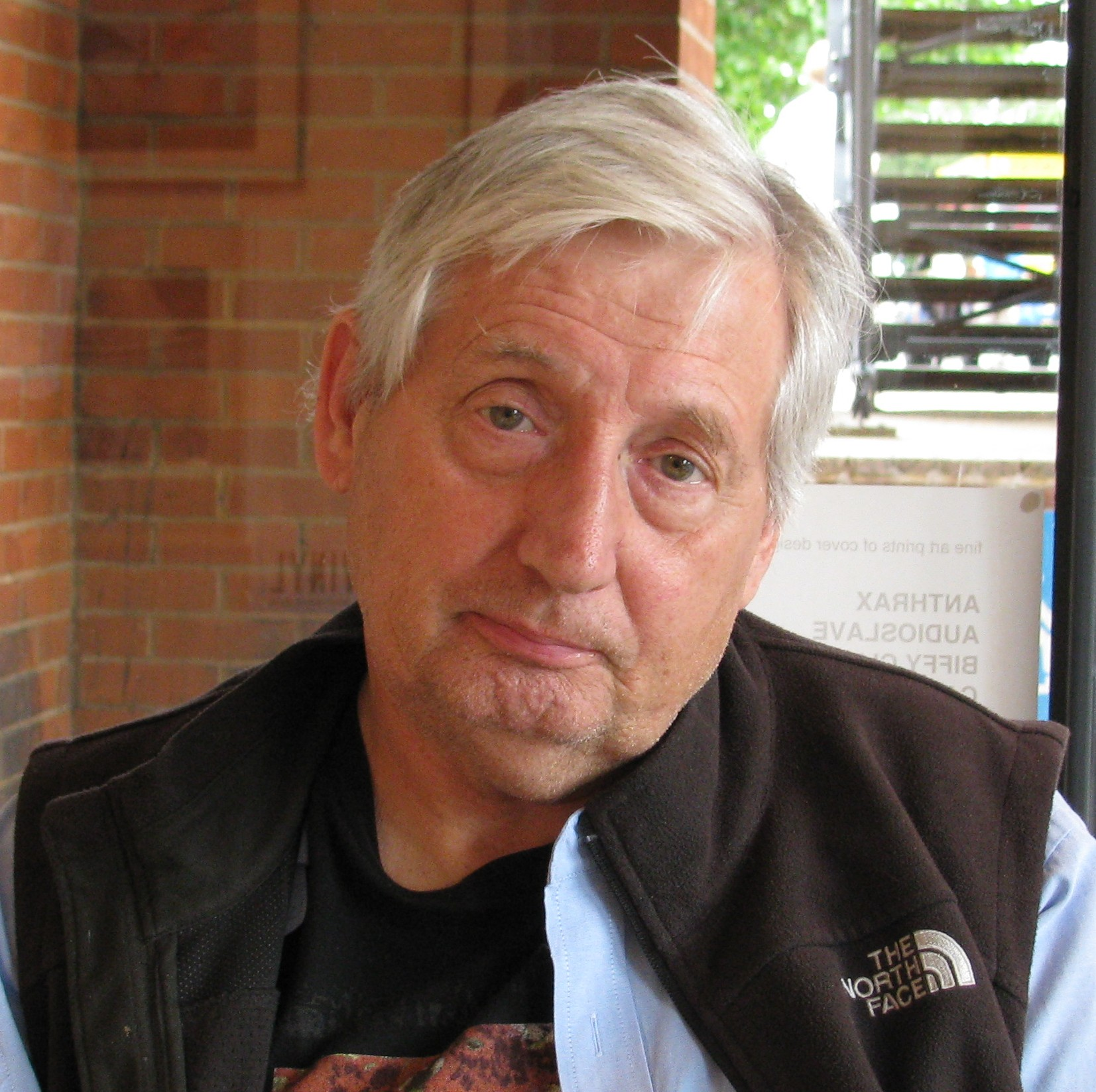
Storm Thorgerson (2010)

Storm Elvin Thorgerson (* 28. Februar 1944 in Potters Bar, Middlesex, Vereinigtes Königreich; † 18. April 2013 in London, Vereinigtes Königreich) war ein britischer Grafikdesigner, bekannt für seine Arbeiten mit Rock-Bands wie Pink Floyd, Led Zeppelin, Black Sabbath, Scorpions, Peter Gabriel, Genesis, Europe, Dream Theater, The Cranberries, The Mars Volta, Muse und Biffy Clyro.

## Leben

### Kindheit und Ausbildung
Thorgerson, der norwegische Vorfahren hatte, wurde in Potters Bar, Middlesex (heute Teil von Hertfordshire) in Großbritannien geboren. Er besuchte die Summerhill School, die Brunswick Primary School und die Cambridgeshire High School for Boys. In letzterer spielte er Rugby zusammen mit Roger Waters, der eine Schulklasse höher war. Auf derselben Schule, ein Jahr unter ihm, war Syd Barrett, dessen Mutter eine gute Freundin von Thorgersons Mutter war. Barrett und Waters waren später Gründungsmitglieder der Band Pink Floyd. Thorgerson studierte 1963 bis 1966 Anglistik und Philosophie an der University of Leicester, die er mit einem Bachelor of Arts abschloss. Anschließend besuchte er bis 1969 das Royal College of Art und schloss mit einem Master of Arts in Film und Fernsehen ab.

### Karriere
1968 gründete er zusammen mit Aubrey Powell das Grafikunternehmen Hipgnosis, später kam auch Peter Christopherson hinzu. 1983 gründeten Powell und Thorgerson ein weiteres Unternehmen, Greenback Films, welches Musikvideos produzierte.
In den frühen 1990er Jahren gründete Thorgerson zusammen mit Peter Curzon StormStudios, ein loses Unternehmen aus mehreren Freiberuflern. Beschäftigt waren Rupert Truman (Fotograf), Finlay Cowan (Designer und Illustrator), Daniel Abbot (Designer und Maler), Lee Baker (Retuscheur und Designer) und Jerry Sweet (Designer) sowie Thorgersons persönliche Assistentinnen Laura Truman und Charlotte Barner. Später kam auch Silvia Ruga (Designerin) hinzu.
2013 benannte das Prog Magazine den Grand Design Award nach ihm, welchen er selbst 2012 für seine Arbeit mit Pink Floyd gewann.

### Gesundheitliche Probleme und Tod
2003 erlitt Thorgerson einen Schlaganfall, der ihn teilweise lähmte. Später wurde eine unbekannte Krebsart bei ihm diagnostiziert. Er bekämpfte den Krebs mehrere Jahre, erlag der Krankheit jedoch am 18. April 2013 im Alter von 69 Jahren. David Gilmour veröffentlichte einen Nachruf, in dem er Thorgerson als „eine konstante Kraft in meinem Leben, in der Arbeit wie im Privaten, eine Brüstung um weiter zu machen und ein[en] großartiger Freund“ beschrieb. Ein Post auf der offiziellen Website von Pink Floyd nannte ihn ein „Grafikgenie“. Nick Mason meinte, dass ein „ruheloser Arbeiter bis zum Ende“ gegangen sei.
Nach Absprache mit Thorgersons Witwe wird StormStudios weiter bestehen.

## Stil und Werke
Die wahrscheinlich bekanntesten Werke von Thorgerson sind die Cover von Pink Floyd. Sein Artwork für The Dark Side of the Moon wurde als eins der besten aller Zeiten bezeichnet. Gestaltet wurde es von ihm und Hipgnosis, gemalt von George Hardie, einem Designer von NTA Studios.
Viele von Storm Thorgersons Werken sind bekannt für ihre surrealistischen Elemente. Er platzierte oft Objekte außerhalb ihres üblichen Hintergrundes, vor allem in riesigen Räumen, um ihre Schönheit zu betonen.

„I like photography because it is a reality medium, unlike drawing which is unreal. I like to mess with reality ... to bend reality. Some of my works beg the question of is it real or not?“

„Ich mag Fotografie, weil es ein reales Medium ist, wogegen Zeichnen unreal ist. Ich mag es mit der Realität zu spielen ... die Realität zu brechen. Manche meiner Arbeiten werfen die Frage auf - ist das real oder nicht.“

Über die Jahre schrieben Thorgerson und sein Team mehrere Bücher über ihre Arbeit. The Gathering Storm - A Quartet Storm in Several Parts war das letzte Buch Storms und wurde erst kurz vor seinem Tod im April 2013 fertiggestellt. Es erschien im September 2013 und beinhaltet Covergestaltungen, Fotografien und Anekdoten, die seine Arbeit in den 45 Jahren seit der Gründung von Hipgnosis dokumentieren.

### Cover
Solo entwarf Thorgerson Album- sowie Singlecover für 10cc, The Answer, Anthrax, Audioslave, Biffy Clyro, Black Sabbath, Catherine Wheel, The Cranberries, The Cult, Deepest Blue, Bruce Dickinson, Dream Theater, Ian Dury and the Blockheads, Ellis, Beggs & Howard, Europe, Peter Gabriel, Genesis, David Gilmour, Helloween, Led Zeppelin, The Mars Volta, Megadeth, Steve Miller Band, Muse, The Offspring, Mike Oldfield, Alan Parsons, Pendulum, Phish, The Pineapple Thief, Pink Floyd, Powderfinger, Rainbow, Herman Rarebell, Rival Sons, Mike Rutherford, Scorpions, Shpongle, Styx, The Alan Parsons Project, Thunder, Ween, Wishbone Ash, The Wombats, Rick Wright, Younger Brother. Hinzu kommen Werke über Hipgnosis, siehe dafür Cover-Designs von Hipgnosis.

### Musikvideos
Thorgerson führte auch Regie zu Musikvideos von Paul Young, Rainbow, Robert Plant, Yes, Nik Kershaw, David Gilmour, Glass Tiger, Pink Floyd, Bruce Dickinson, Helloween und Alan Parsons.